# Trapisjte
Trapisjte (bulgariska: Трапище) är ett distrikt i Bulgarien.   Det ligger i kommunen Obsjtina Loznitsa och regionen Razgrad, i den nordöstra delen av landet, 270 km öster om huvudstaden Sofia.
Trakten runt Trapisjte består till största delen av jordbruksmark. Runt Trapisjte är det ganska tätbefolkat, med 86 invånare per kvadratkilometer.